# Josh Cooley
Joshua Cooley, detto Josh (Los Angeles, 23 maggio 1979), è un regista, sceneggiatore e animatore statunitense, noto principalmente per aver diretto Toy Story 4, ventunesimo lungometraggio d'animazione Pixar.

## Carriera
Cooley venne assunto dalla Pixar grazie all'intervento di Joe Ranft; inizialmente ricopre il ruolo di supervisore dello storyboard per i film Gli Incredibili - Una "normale" famiglia di supereroi (2005), Ratatouille (2007), Up (2009) e Cars 2 (2011). Nel 2009, scrive e dirige il suo primo cortometraggio d'animazione: George & A.J. distribuito come contenuto extra della versione Home video di Up.
Nel 2015 viene coinvolto nella scrittura di Inside Out, insieme a Pete Docter e Meg LeFauve. Il film, acclamato dalla critica e dal pubblico, ottiene un Oscar 2016 come miglior film d'animazione e una nomination per la miglior sceneggiatura originale. Nello stesso anno, scrive e dirige un secondo cortometraggio ispirato al film: Il primo appuntamento di Riley, rilasciato come contenuto extra dell'edizione Home video del film.
Grazie al successo del film, Cooley viene scelto da John Lasseter e Andrew Stanton per co-dirigere insieme al primo il quarto capitolo del franchise Toy Story: Toy Story 4 (2019). Tuttavia, poco tempo dopo, Lasseter dichiara di voler lasciare la regia totalmente in mano sua.
Toy Story 4 ottiene il plauso della critica e un Oscar 2020 per il miglior film d'animazione, il primo Oscar per Cooley e la seconda nomination.
Nello stesso anno, Cooley si licenzia dalla Pixar; viene coinvolto dalla Paramount Pictures come sceneggiatore e regista di un lungometraggio d'animazione basato sulla saga di Tranformers.
Il 19 maggio dello stesso anno, Cooley annuncia che sta lavorando sull'adattamento di Malamander per Sony Pictures Entertainment, segnando così il suo esordio al live-action. Il 10 luglio 2020 viene annunciato che scriverà e dirigerà un film per la Universal, con protagonisti i mostri della Universal.

## Filmografia

### Regista

#### Lungometraggi
- Toy Story 4 (2019)
- Transformers One (2024)

#### Cortometraggi
- George & A.J. (2009)
- Il primo appuntamento di Riley (2015)

### Sceneggiatore

#### Lungometraggi
- Inside Out, regia di Pete Docter (2015)
- Transformers One (2024)

#### Cortometraggi
- George & A.J. (2009)
- Il primo appuntamento di Riley (2015)
- 22 contro la Terra, regia di Kevin Nolting (2021)

### Animatore

#### Lungometraggi
- Gli Incredibili - Una normale famiglia di supereroi, regia di Brad Bird (2004)
- Cars - Motori Ruggenti, regia di John Lasseter (2006)
- Ratatouille, regia di Brad Bird (2007)
- Up, regia di Pete Docter (2009)
- Cars 2, regia di John Lasseter (2011)
- Ribelle - The Brave, regia di Mark Andrews e Brenda Chapman (2012)
- Inside Out, regia di Pete Docter (2015)

#### Cortometraggi
- George & A.J. (2009)
- Buzz a sorpresa, regia di Angus MacLane (2011)
- Toy Story of Terror, regia di Angus MacLane (2013)
- Il primo appuntamento di Riley (2015)
- 22 contro la Terra (2021)

#### Televisione
- Cars Toons (2008-2014)

### Doppiatore (ruoli minori)
- Up, regia di Pete Docter (2009)
- Inside Out, regia di Pete Docter (2015)

## Riconoscimenti

### Premio Oscar
- 2020 – Miglior film d'animazione per Toy Story 4
- 2016 - Candidatura per migliore sceneggiatura originale per Inside Out

### Golden Globe
- 2020 – Candidatura per miglior film d'animazione per Toy Story 4

### Premio BAFTA
- 2020 – Miglior film d'animazione per Toy Story 4
- 2016 – Candidatura per migliore sceneggiatura originale per Inside Out

### Annie Awards
- 2019 – Candidatura per miglior film d'animazione per Toy Story 4
- 2019 – Candidatura per miglior sceneggiatura in un film d'animazione per Toy Story 4
- 2015 – Miglior sceneggiatura in un film d'animazione per Inside Out